# Малий Канусяк
Мали́й Кануся́к — гірська вершина в Українських Карпатах, у масиві Горгани. Розташована в Калуському районі Івано-Франківської області.

## Загальна інформація
Висота гори 1620 м. Має конічну форму. До висоти 1450 м схили вкриті ялиновим лісом, вище — кам'яні осипища і чагарникове криволісся з сосни гірської (жерепу).
Малий Канусяк розташовується між долинами річок Петроса та Лімниці і потоку Котелець (притока Молоди). На південному заході через перемичку з'єднується з горою Великий Канусяк (1642 м). На захід розташовується гора Грофа (1748 м), на північний захід — Кінь-Грофецький (1735 м), на південний захід — Ялова Клива (1562 м).
Найближчий населений пункт — село Осмолода.